# Оранжево вино
Оранжево вино (на английски: Orange wine) е вино, получено от бели винени сортове грозде, които са прекарали известно време в контакт с гроздовите ципи. Ципите съдържат цветен пигмент, феноли и танини, които често се считат за нежелателни за белите вина, докато за червените, контакта с ципите е важна част от винопроизводството, която дава на червените вина цвят, аромат и консистенция. Оранжевите вина са получили името си от по-тъмния и наситен в сравнение с белите вина, леко оранжев оттенък, който може да варира до тъмнокехлибарен или цвят „сьомга“.
Получаването на оранжево вино става по технология обратна на тази за производство на розови вина. Производството на оранжеви вина има вековни традиции в Грузия, като през последните десетилетия оранжеви вина се правят и в Италия, Словения, Хърватия, Франция, Нова Зеландия и Калифорния. Най-подходящ за получаване на оранжеви вина е сортът Пино гри.